# Galley Head to Duneen Point SPA
Galley Head to Duneen Point SPA este o arie protejată (arie de protecție specială avifaunistică — SPA) din Irlanda întinsă pe o suprafață de 416,1 ha, integral pe uscat.

## Localizare
Centrul sitului Galley Head to Duneen Point SPA este situat la coordonatele 51°33′09″N 8°54′12″W / 51.55261°N 8.903411°V.

## Înființare
Situl Galley Head to Duneen Point SPA a fost declarat arie de protecție specială avifaunistică în noiembrie 2006 pentru a proteja 4 specii de animale.

## Biodiversitate
Situată în ecoregiunea atlantică, aria protejată nu include niciun habitat protejat.
La baza desemnării sitului se află mai multe specii protejate de  păsări (4): șoim călător (Falco peregrinus), Fulmarus glacialis, Larus argentatus, Pyrrhocorax pyrrhocorax.